# Outer Lands

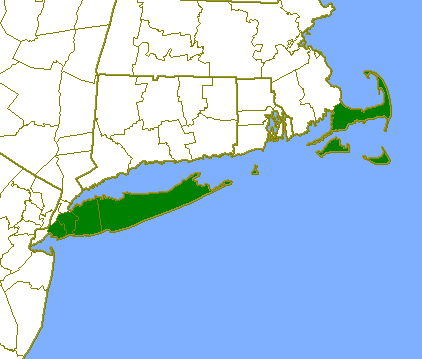
As "Outer Lands" em verde.

Outer Lands é a designação da morena terminal e arquipélago ao largo da costa da Nova Inglaterra, nos Estados Unidos, dispersa pelos estados de Massachusetts, Rhode Island, Connecticut, e Nova Iorque, compreendendo a península de Cape Cod e as ilhas Martha's Vineyard, ilhas Elizabeth, Nantucket, ilha Block, e Long Island, e ilhéus menores.
Embora a existência deste arquipélago seja bem conhecida por geógrafos, raramente recebe um nome específico. Isles of Stirling foi o nome dado em 1635 quando as ilhas entraram na posse de William Alexander, 1.º Conde de Stirling.  "Outer Lands" é um termo popularizado por Dorothy Sterling no seu guia de história natural do mesmo nome.